# Sheppey
Sheppey (anglicky: Isle of Sheppey) je ostrov u pobřeží Anglie v ústí řeky Temže do Severního moře. Má rozlohu 93 km² a žije na něm okolo čtyřiceti tisíc obyvatel, administrativně náleží k hrabství Kent. Největším městem je Sheerness, dalšími významnými sídly jsou Minster, Queenborough a Leysdown-on-Sea, vesnice Eastchurch je známá nejstarším letištěm na britském území. Na ostrově se nacházejí tři věznice: HMP Elmley, HMP Standford Hill a HMP Swaleside.
Ostrov Sheppey je tvořen londýnským jílem, naplaveniny řeky ho spojily s dříve samostatnými ostrovy Isle of Harty a Isle of Elmley. Od pevniny ho odděluje úzký průliv nazvaný Swale, přes který vedou mosty Kingsferry Bridge a Sheppey Crossing. Ostrov je rovinatý a má úrodnou půdu, pěstuje se obilí a zelenina, rozšířený je chov ovcí. Název ostrova pochází ze staroanglického výrazu Sceapig — „Ovčí ostrov“.
V polovině 19. století byl některou obchodní lodí zavlečen na ostrov štír žlutoocasý. Jde o vůbec nejseverněji žijící populaci štírů na světě.
Na Sheppey žil přírodovědec Edward Jacob, který zde našel četné zkameněliny. Poslední léta života zde také strávil německý spisovatel Uwe Johnson.
V červnu 1667 byl ostrov během nájezdu na Medway nakrátko obsazen nizozemským námořnictvem. Šlo o první okupaci části anglického území cizí mocností od dob Viléma Dobyvatele.